# در نیمه راه (میسوری)
در نیمه راه (به انگلیسی: Halfway) یک روستا (ایالات متحده آمریکا) در ایالات متحده آمریکا است که در شهرستان پالک، میزوری واقع شده‌است.
 در نیمه راه ۵٫۵۴ کیلومتر مربع مساحت و ۱۷۳ نفر جمعیت دارد و ۳۳۲ متر بالاتر از سطح دریا واقع شده‌است.